# Joachim Hentschel (Journalist)
Joachim Hentschel (* 1969) ist ein deutscher Journalist und Sachbuchautor.

## Leben
Joachim Hentschel kam 1969 zur Welt und wuchs in Schwaben auf. In den 90er-Jahren schrieb er in Deutschland, England und den Vereinigten Staaten erste Reportagen. Seitdem hat er unter anderem für GQ, Vanity Fair, Der Spiegel, Business Punk, den Deutschlandfunk und Arte, als Redakteur für die Süddeutsche Zeitung, von 2010 bis 2012 als stellvertretender Chefredakteur für den Rolling Stone sowie bis 2014 als Chefredakteur für Allegra und ab 2014 als Chefredakteur für die deutsche Ausgabe von Wired gearbeitet. Dabei interviewte er etwa Robbie Williams, Juliette Lewis, Harald Schmidt, David Lynch, Ewan McGregor, Die Fantastischen Vier und Blümchen. 2015 wechselte Hentschel zur Content-Marketing-Agentur C3.
Im Jahr 2018 erschien das Sachbuch Zu geil für diese Welt. Die 90er – Euphorie und Drama eines Jahrzehnts. In einer Rezension von Jonas Lages in der Süddeutschen Zeitung wird es jenen empfohlen, die in Erinnerungen schwelgen und diese auffrischen wollen. Der Erkenntnisgewinn sei über weite Strecken allerdings begrenzt, am größten noch in den Passagen zum Opportunismus der Werbung und den „Untiefen der großen Freiheit der Ära“.
2022 folgte Dann sind wir Helden. Wie mit Popmusik über die Mauer hinweg deutsche Politik gemacht wurde.
Laut einer Rezension von Philipp Krohn in der Frankfurter Allgemeinen Zeitung bietet das Sachbuch einen genauen Blick auf die gesellschaftlichen Verhältnisse, der an die politische Dimension des Pop im geteilten Deutschland erinnere. Nach einem etwas zähen Einstieg erläutere Hentschel mit zunehmendem „historiografische[n] Sog“ und erstaunlicher Stringenz etwa die Rolle von Inoffiziellen Mitarbeitern des Ministeriums für Staatssicherheit bei der Produktion des ersten Punk-Albums, „welche politischen Ereignisse sich in den Schlagern von Katja Ebstein und Aurora Lacasa niederschlugen“ und dass es in der DDR eben nicht an Popkultur mangelte.
Susanne Romanowski gibt sich in der Süddeutschen Zeitung vollständig zufrieden mit den raffiniert aufbereiteten Informationen zu „durchgeknallte Fans, Labelbosse, Strippenzieher, Politiker und Rocker aus Ost und West“, ohne dass schlüssig beantwortet werden müsse, inwiefern Rock zum Mauerfall beigetragen hat. Anhand von Lizenzen, Tantiemen, abgesagten Tourneen und einzelnen Musikern werden laut Romanowski die Verbindungen zwischen Wirtschaft, Kultur und Politik aufgezeigt.
Hentschel lebt in Berlin.

## Veröffentlichungen
- Zu geil für diese Welt. Die 90er – Euphorie und Drama eines Jahrzehnts. Piper Verlag, München 2018, ISBN 978-3-492-06119-3.
- Dann sind wir Helden. Wie mit Popmusik über die Mauer hinweg deutsche Politik gemacht wurde. Rowohlt Verlag, Hamburg 2022, ISBN 978-3-498-00279-4.
  - Dann sind wir Helden. Wie mit Popmusik über die Mauer hinweg deutsche Politik gemacht wurde. Sonderausgabe für die Landeszentralen für politische Bildung. Rowohlt Verlag, Hamburg 2022.

## Auszeichnungen
- 2022: International Music Journalism Award (Reeperbahn Festival) als Beste*r Musik-Journalist*in des Jahres, deutsch[9]